# Куликовский, Лонгин Францевич
Лонгин Францевич Куликовский — советский учёный, доктор технических наук, профессор, крупный ученый в области информационной и измерительной техники.

## Биография
Родился в 1905 году в Баку. Член КПСС.
Окончил Бакинский техникум водного транспорта, Азербайджанский нефтяной институт им. М. Азизбекова.
В 1921—1924 гг. — кочегар на нефтеналивном паротеплоходе «Староста Калинин» Государственного Каспийского пароходства.
В 1926—1929 гг. — техник 5-го отдела службы связи Закавказской железной дороги.
В 1930—1938 гг. — научный сотрудник, работник энергобюро, заведующий экспериментальной лаборатории электроразведки управления «Азнефть», заведующий в электроотделе геолого-разведочного треста «Азнефтеразведка», старший инженер объединения «Азнефтедобыча».
В 1938—1949 гг. — доцент Азербайджанского нефтяного института имени Азизбекова.
В 1951—1953 гг. — проректор Каунасского политехнического института.
В 1953—1987 гг. — заместитель директора Куйбышевского индустриального института по научной работе, основатель и заведующий кафедры информационно-измерительных технологий Куйбышевского политехнического института имени В. В. Куйбышева.
Делегат XXII съезда КПСС.
Умер в 1987 году в Куйбышеве.

## Научные результаты
Автор (или соавтор) 300 печатных трудов, в том числе 14-ти монографий и 4-х учебников, автор 130 заявок на изобретения, поданных в Комитет по делам изобретений.

## Награды
- Орден Ленина (дважды)
- Орден Трудового Красного Знамени